# Cleptometopus similis
Cleptometopus similis là một loài bọ cánh cứng trong họ Cerambycidae.